# Sphaenorhynchus
Sphaenorhynchus is een geslacht van kikkers uit de familie boomkikkers (Hylidae). De groep werd voor het eerst wetenschappelijk beschreven door Johann Jakob von Tschudi in 1838. Later werd de wetenschappelijke naam Dryomelictes  gebruikt.
Er zijn vijftien soorten, inclusief de pas in 2015 beschreven soort Sphaenorhynchus canga. Alle soorten komen voor in delen van Zuid-Amerika, meer specifiek in landen langs de Amazone en de Orinoco.

## Soorten
Geslacht Sphaenorhynchus
- Soort Sphaenorhynchus botocudo
- Soort Sphaenorhynchus bromelicola
- Soort Sphaenorhynchus canga
- Soort Sphaenorhynchus caramaschii
- Soort Sphaenorhynchus carneus
- Soort Sphaenorhynchus dorisae
- Soort Sphaenorhynchus lacteus
- Soort Sphaenorhynchus mirim
- Soort Sphaenorhynchus orophilus
- Soort Sphaenorhynchus palustris
- Soort Sphaenorhynchus pauloalvini
- Soort Sphaenorhynchus planicola
- Soort Sphaenorhynchus platycephalus
- Soort Sphaenorhynchus prasinus
- Soort Sphaenorhynchus surdus

Julianus · 
Ololygon · 
Scinax · 
Sphaenorhynchus